# 中国—希腊关系
中希关系（希臘語：Σινο-Ελληνικές σχέσεις）是指歷史上的中國与希臘、以至現時中華人民共和國和希臘共和國之间的雙邊关系。中希關係最早的記載始於公元前5世紀希臘歷史學家克特西亞斯對賽里斯的記載。而中華民國則在1947年開始在希臘首都雅典建立大使館。其後，中華人民共和國亦於1972年6月5日與希臘建立外交關係。由2006年1月起，兩國建立全面战略伙伴关系，至2013年更有所加強。 至建交以来，中希两国一直保持着良好的外交关系，两国高层交往频繁，在经贸，科技，文化，海洋等领域都有深度合作。希腊还是中国一带一路项目在欧洲的重要合作伙伴，2022年，中希双边贸易额为138.2亿美元。2023年，中国已成为希腊第4大全球贸易伙伴。
中国在希腊雅典设有大使馆；希腊在北京设有大使馆，在广州、上海设有总领事馆，还计划在成都新设立总领事馆。

## 历史

### 中華人民共和國和希臘建交前
中希關係最早的記載文獻始於公元前5世紀希臘歷史學家克特西亞斯對賽里斯的記載。根據克特西亞斯的記載：「那裏的人異常地自命不凡而且生命不朽」，但是這一點的真實性仍有爭議。約公元20年，希臘歷史學家斯特拉博在其著作《地輿誌》中兩度提及賽里斯。他在著作中首先提及賽里斯人的長壽。其後在有關巴克特里亞的章節中提及馬其頓人擴張遠至賽里斯，这是現存史料記載中歐洲人最早與中國的接觸。
而中國著作對希臘的首次述及源自東漢。東漢時期，班超的隨從甘英出使大秦。據《後漢書》記載，甘英經過條支沿海時，一安息船民向甘英表示：「海水广大，往来者逢善风，三月乃得度。若遇迟风，亦有二岁者，故入海者皆賫三岁粮。海中善使人思土恋慕，数有死亡者。」甘英聽見後，決定沿路折返。據清華大學歷史系教授張緒山表示，安息船民所述之「海中善使人思土恋慕，数有死亡者」很可能來自希臘神話中塞壬的故事。至唐朝時，唐朝仍有與當時的拜占庭帝國交往。據《舊唐書》記載，公元643年（貞觀十七年），時任拜占庭皇帝君士坦斯二世遣使來唐，送來赤玻璃、绿金精，而唐朝則向拜占庭賜予绫绮。至公元711年（景雲二年）和公元742年（天寶元年）仍有拜占庭帝國與唐朝交往的記錄。
1929年9月30日，中華民國和希臘第二共和國建立公使級外交關係。1947年11月19日兩國關係提升為大使級，中華民國並在雅典設立駐希臘大使館。1972年6月5日，由於希臘改為承認中華人民共和國，中華民國和希臘斷交。

### 中華人民共和國和希臘建交後

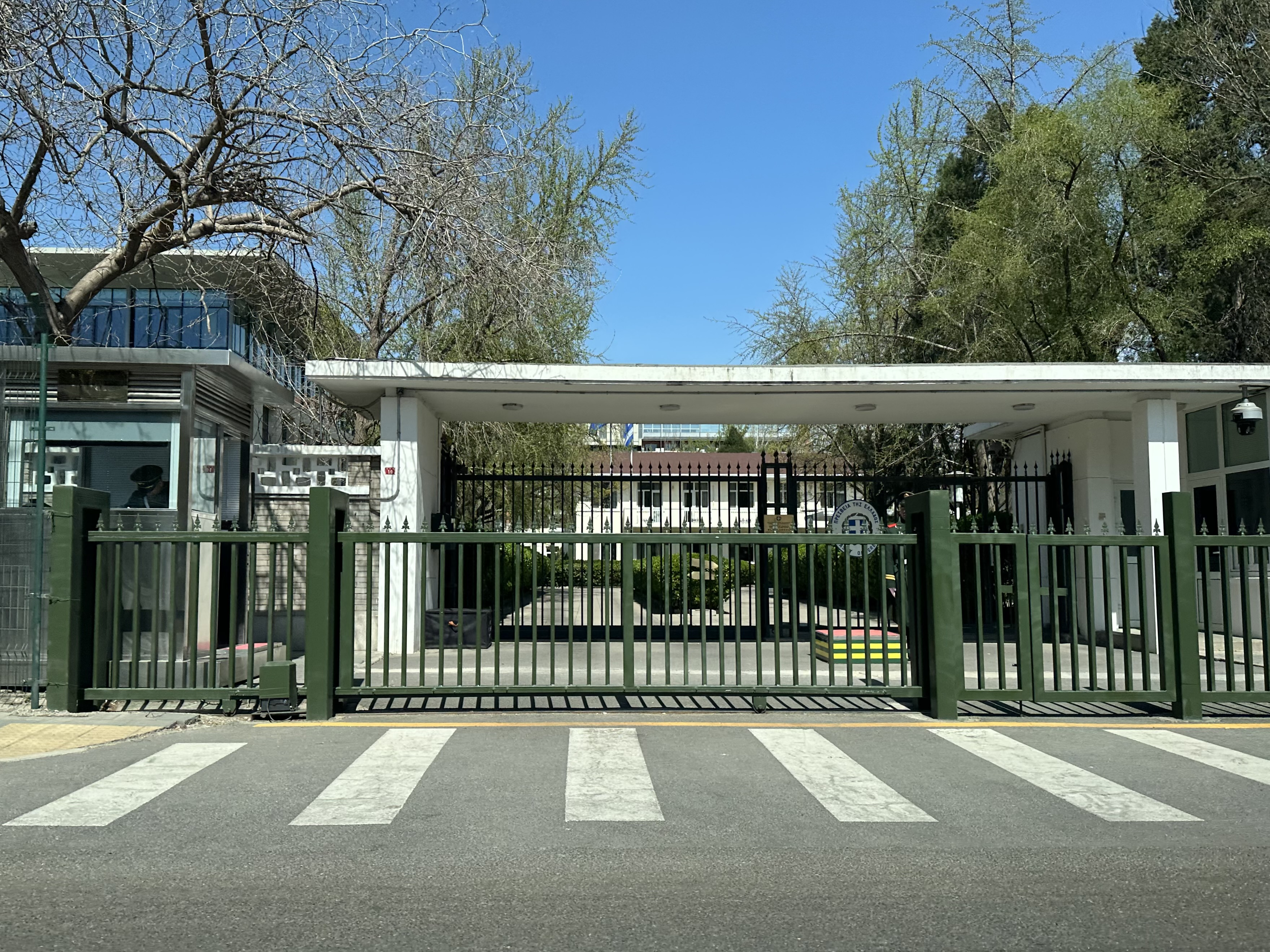
中華人民共和國與希臘於1972年建交，圖為北京的希臘駐華大使館

1972年6月5日，中華人民共和國與當時的希臘王國（1974年改為共和國）建立大使級外交關係，雙方於當日在阿爾巴尼亞首都地拉那簽署《關於建立外交關係的聯合公報》，由兩國時任駐阿爾巴尼亞大使作為全權代表簽字——中方代表為劉振華，希方代表則為德尼斯·卡拉亞尼斯（Δ. Καραγιάννη）。中華人民共和國自1973年3月起派遣周伯萍為首屆駐希臘大使，而希臘方面則任命尼古拉斯·卡塔波迪斯（Ν. Καταπόδης）出任首屆駐中華人民共和國大使。
自中華人民共和國和希臘建交以來，兩國關係稳步发展、日益增强，並在联合国及其他国际组织合作密切。2006年1月，中華人民共和國和希臘建立全面戰略夥伴關係。自2007年來，兩國高層交往頻繁。1979年，時任希臘總理康斯坦蒂诺斯·卡拉曼利斯訪華，成為首位訪華的希臘政府首腦。2008年，時任希臘總統卡羅洛斯·帕普利亞斯訪華，成為首位訪華的希臘國家元首。中華人民共和國方面，2008年，時任中華人民共和國主席胡錦濤訪問希臘，成為首位訪問希臘的中國國家元首。2010年，時任中華人民共和國國務院總理溫家寶訪問希臘，成為首位訪問希臘的中國政府首腦。
2014年6月，時任中華人民共和國國務院總理李克強訪問希臘，中華人民共和國和希臘簽訂《关于深化全面战略伙伴关系的联合声明》。同年8月2日，希臘曾協助79名受利比亞內戰影響的中華人民共和國公民乘坐該國萨拉米斯号護衛艦撤離利比亞並順利抵達希臘比雷埃夫斯。
2016年，中国企业中远集团控股希腊最大港口比雷埃夫斯港。希腊财政吃紧，中国已向其投资几十亿美元。2017年6月，联合国人权理事会在日内瓦召开的会议上，欧盟提议关注中国的人权问题，遭到希腊发言人阻止。有媒体认为，这是希腊对于中国投资纾困的回报。

## 經貿關係

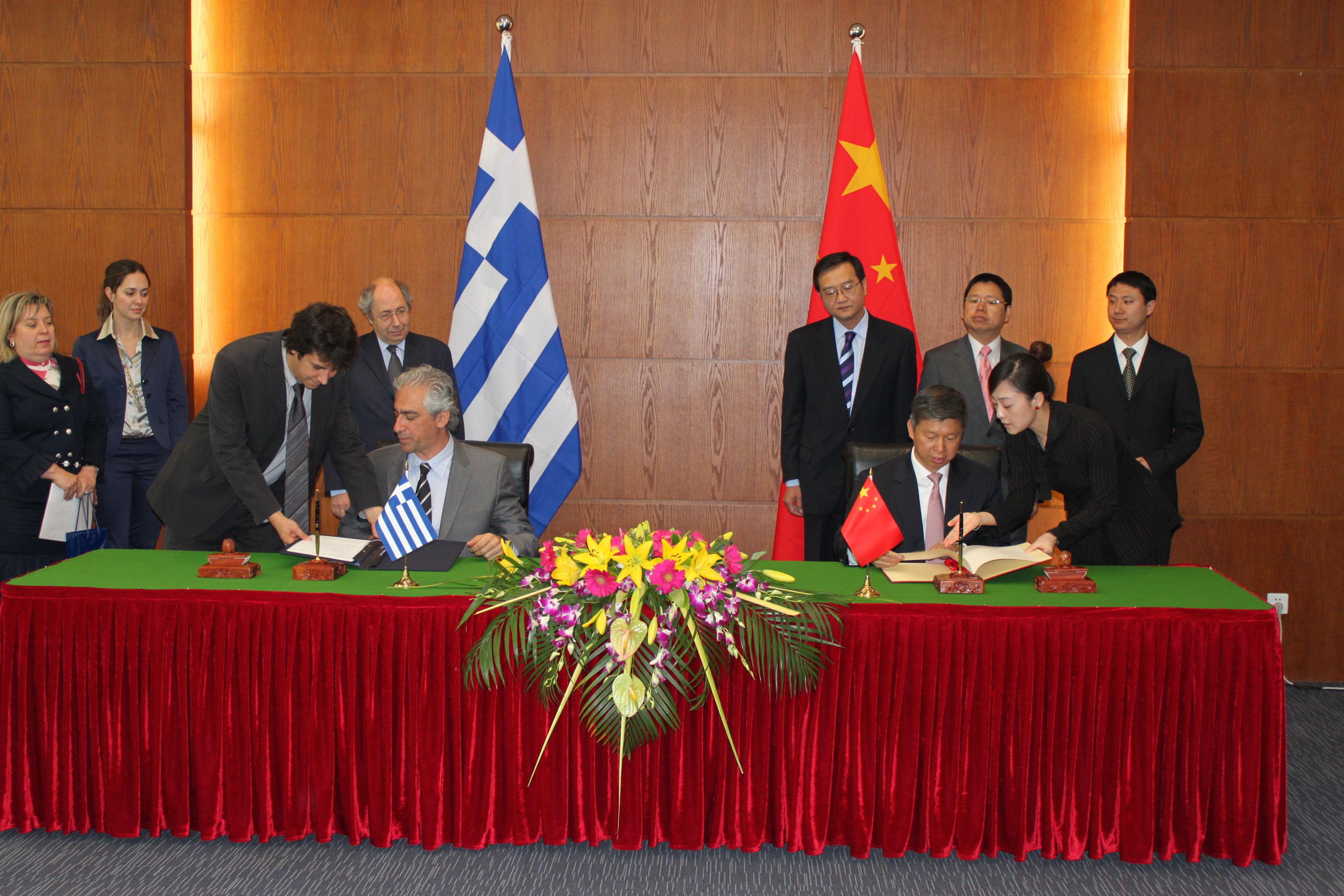
希臘與中華人民共和國建交後曾簽署數項雙邊文件，圖為2011年中希兩國副外長——斯佩托斯·庫威利斯與宋濤互簽《簡化簽證手續的聯合聲明》。

1973年，中華人民共和國和希臘簽訂《中希贸易支付协定》、《中希海运协定》和《中希民航运输协定》。其後，中華人民共和國和希臘亦在1983年簽訂《中希经济技术合作协定》、在1992年簽訂《中希投资保护协定》、在2002年簽訂《中华人民共和国政府和希腊共和国政府所得避免双重征税和防止偷漏税的协定》、在2006年簽訂《中华人民共和国商务部与希腊共和国外交部关于中小企业合作的谅解备忘录》、《中国国际贸易促进委员会与希腊-中国商务理事会合作谅解备忘录》、在2008年簽訂《中华人民共和国商务部与希腊共和国外交部官方发展合作谅解备忘录》、在2010年簽訂《中华人民共和国商务部和希腊共和国经济、竞争力与海运部关于加强双边投资合作的谅解备忘录》和在2014年簽訂《中华人民共和国商务部和希腊共和国地区发展、竞争力与海运部关于加强基础设施领域合作谅解备忘录》。
受希臘債務危機影響，中華人民共和國和希臘的貿易額出現下滑。2013年，中希貿易貿易額為36.5億美元，對比2012年下降9.2%。其中中華人民共和國向希臘出口額為32.2億美元，對比2012年下降10.4%，希臘向中華人民共和國出口額為4.3億美元，對比2012年上升1.4%。
中華人民共和國在希臘各類投資累計逾13億美元，主要集中於海運、電訊、太陽能發電等方面。2009年，中國遠洋取得比雷埃夫斯貨櫃碼頭35年特許經營權，並在2013年成為最具增張勢頭的碼頭。截至2013年底，希臘在中國直接投資項目有122個，實際投資額為9459萬美元。
2007年11月29日，中國國際航空首航由北京首都國際機場經慕尼黑機場往返雅典國際機場的航班。2014年6月間，有航空公司亦開辦往返上海浦東國際機場和雅典國際機場的直航包機航班。
2016年，中国远洋运输（集团）总公司出资3.685亿欧元买下了希腊最大港口比雷埃夫斯港67%股权，比雷埃夫斯港原属希腊国有资产。

## 文化關係

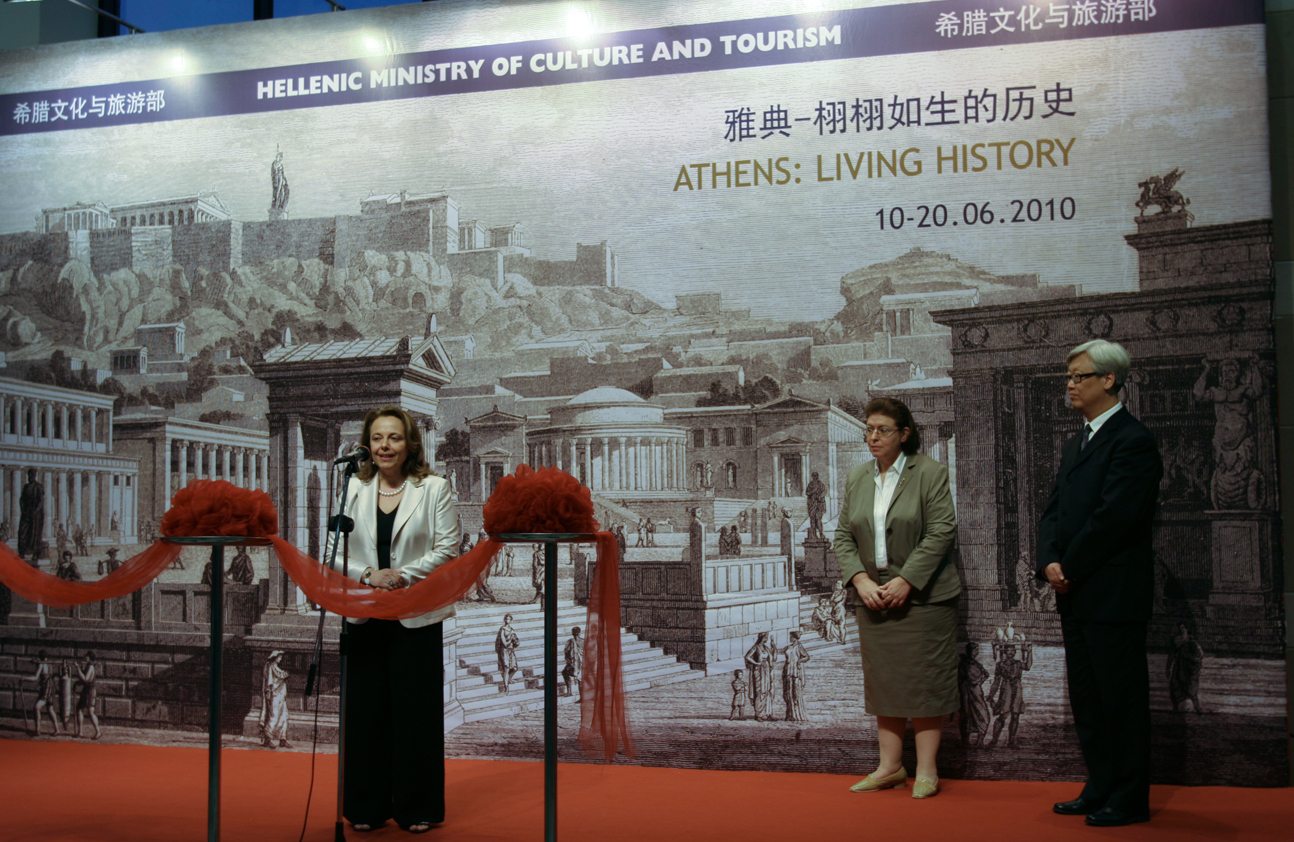
希臘旅遊部在上海宣傳舉辦展覽，圖中致詞者為2010年時任希臘駐滬總領事瑪利亞·薩蘭蒂（Μαρία Σαράντη）。

中國和希臘的文化關係建基於相互尊重兩國同為文明古國的基礎上。兩國的文化合作亦基於文化合作協定和文化交流計劃。1978年，中華人民共和國和希臘簽訂《中希文化交流与合作协定》、其後在1979年簽訂《中希科技交流与合作协定》、在1988年簽訂《中希旅游合作协定》和在2005年簽訂《中希教育合作谅解备忘录》。自1979年中華人民共和國與希臘簽訂科技交流与合作协定以來，中華人民共和國和希臘先後召開10次科技合作混委會，合作項目涉及农业、能源、地学、海洋学、生物、医学、社会学、材料和基础科学等领域，部份合作項目已取得研究成果和經濟社會效益。兩國在文物保护、博物馆建设、記者團等亦有交流。2012年，中華人民共和國和希臘建交40周年之際，雙方分別舉辦一系列文化活動。

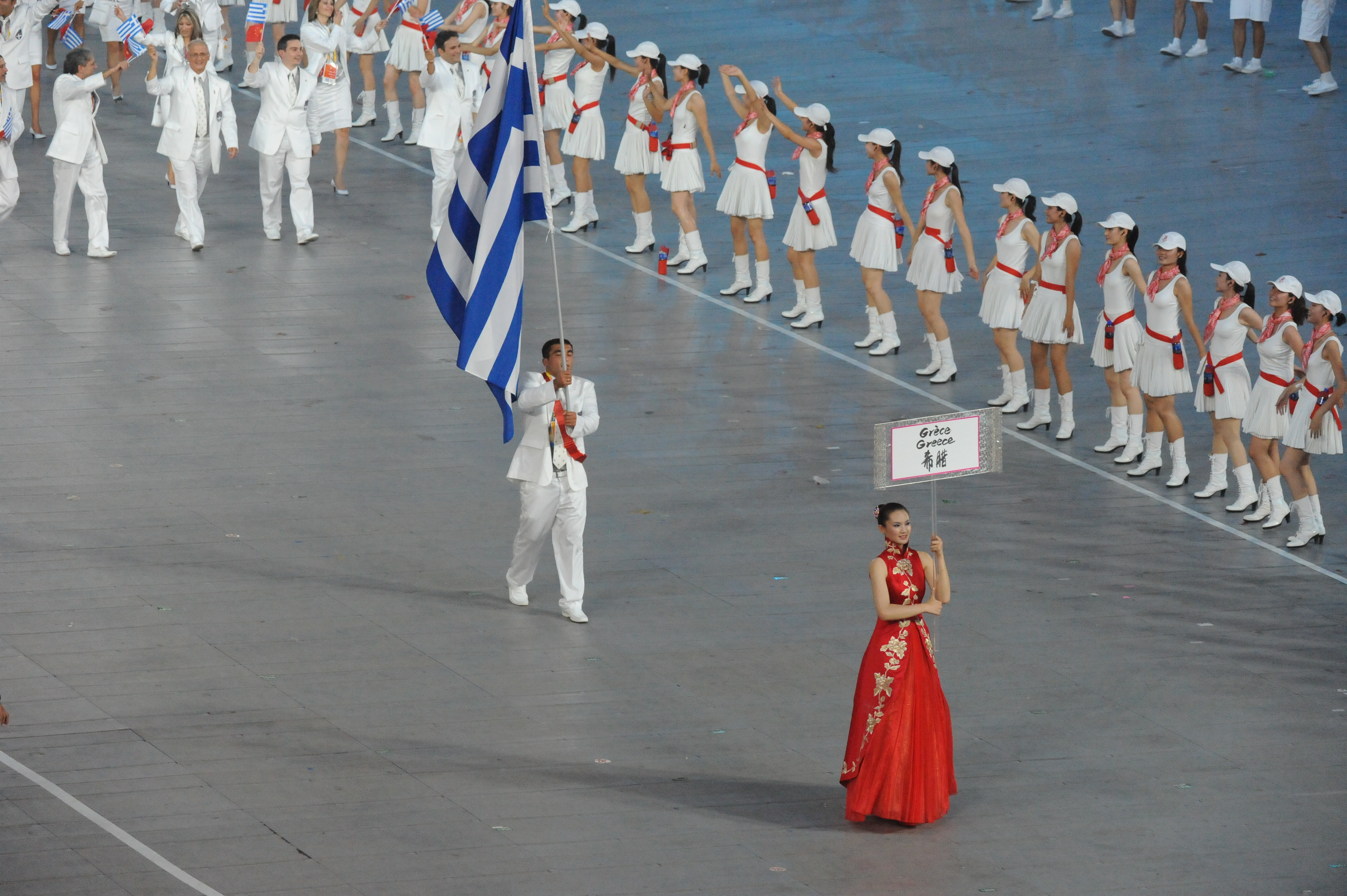
2008年北京奧運開幕式上的希臘代表团

2005年，因應2008年夏季奧林匹克運動會在北京舉辦，中華人民共和國與作為2004年夏季奧林匹克運動會主辦國的希臘簽訂《中希体育合作协议》和《关于成立中希奥运联委会备忘录》。2008年3月，2008年夏季奧林匹克運動會聖火取火儀式在希臘奧林匹亞舉行，而交接儀式則在雅典泛雅典體育場舉行。
2006年，中華人民共和國與希臘簽訂《关于在华举办“希腊文化年”的谅解备忘录》，宣佈在2007年9月至2008年9月在中國舉辦「希腊文化年」。
2008年，中華人民共和國與希臘簽訂《国家汉语国际推广领导小组办公室与雅典商学院关于开办孔子学院协议》，中華人民共和國在雅典经商大学設立一間孔子學院，該孔子學院在2009年10月掛牌。而中國上海大學、北京大學和北京外國語大學設有希臘語課程。
有少數希臘人居於上海、廣州和香港等中國城市。而北京和雅典、上海和比雷埃夫斯之間亦有姊妹城市協定。